# Вечерние посетители
Вечерние посетители (фр. Les Visiteurs du soir) — французская фэнтезийная драма, поставленная режиссёром Марселем Карне в 1942 году. Премьера фильма состоялась 5 декабря 1942 года в оккупированном нацистами Париже.

## Сюжет
В мае 1485 года Дьявол отправляет на землю двух своих созданий, чтобы довести человеческий род до отчаяния. Доминика и Жиль — притворяясь братом и сестрой, хотя на самом деле Доминика была раньше любовницей Жиля, — появляются в замке барона Хьюза, вдовца, готовится выдать свою покорную дочь Анну замуж за жестокого эгоиста сеньора Рено. Чтобы посеять вокруг несчастья и хаос, Доминика пытается соблазнить одновременно и Рено и барона Хьюза, а Жиль в это время начинает преследовать Анну и влюбляется в неё не на шутку. Чувствуя, что дела приобретают непредсказуемый поворот, Дьявол появляется в замке собственной персоной. Жиля с Анной сажают на цепь и бьют кнутом в подвале.
Ради прекрасных глаз Доминики Рено намерен убить барона Хьюза на дуэли, но сам погибает от руки соперника на крупном турнире. Барон расстроен своей победой. Дьявол приказывает Доминике увести мужчину за собой в ад. Устав от монотонной злобы Дьявола, но чувствуя ко всему безразличие, Доминика подчиняется. На быстром коне она увезла с собой барона. Дьявол жаждет Анну и пытается добиться её любви. Если она отдастся ему, он обещает освободить Жиля, и Анна соглашается. Дьявол освобождает Жиля, но сам попадает в собственную ловушку: безгрешная Анна признаётся, что впервые в жизни солгала и не собирается выполнять свою часть договора. В отместку Дьявол лишает Жиля памяти, но, едва увидев Анну, он вспоминает о ней и о своей любви. Взбешенный Дьявол превращает обоих в камень, но под каменной оболочкой влюбленных, которые обнялись и похожи на статую, он слышит биение их сердец, понимая, что проиграл свою партию.